# Erman Saban
Erman Saban (mazedonisch Ерман Шабан; * 22. Mai 1983 in Skopje, SR Mazedonien, SFR Jugoslawien) ist ein nordmazedonisch-türkischer Schauspieler.

## Leben und Karriere
Saban wurde am 22. Mai 1983 in Skopje geboren. Er studierte an der Skopje Faculty of Dramatic Arts. Sein Debüt gab er 2006 in dem Film Takva – Gottesfurcht. Von 2007 bis 2009 war er in der Fernsehserie Elveda Rumeli zu sehen. 2012 trat Saban in der Serie Muhteşem Yüzyıl auf. Zwischen 2015 und 2016 spielte er in Büyük Sürgün Kafkasya mit. Außerdem wurde er 2022 für die Serie Balkan Ninnisi gecastet.

## Filmografie
- 2006: Takva – Gottesfurcht (Takva)
- 2007–2009: Elveda Rumeli
- 2009–2010: Balkan Düğünü
- 2011: Das osmanische Imperium – Harem: Der Weg zur Macht (Muhteşem Yüzyıl)
- 2012: Son Yaz - Balkanlar 1912
- 2014: Hatasız Kul Olmaz
- 2015–2016: Büyük Sürgün Kafkasya
- 2020: Acı Kiraz
- 2021: Juli
- 2022–2023: Balkan Ninnisi